# Branko Raković
Branko Raković (Beograd, 24. septembar 1922 — Beograd, 18. februar 1984) bio je redovni profesor Elektrotehničkog fakulteta u Beogradu, doktor nauka  i akademik SANU.

## Biografija
U Beogradu je završio školovanje na Elektrotehničkom fakultetu, 1948. Pošto je dve godine radio kao asistent u Institutu za telekomunikacije SANU, prešao je na Elektrotehnički fakultet krajem 1950. Doktorirao je 1956 godine [3]. Za docenta je izabran 1954. za vanrednog profesora 1959, a za redovnog profesora 1968. Od 1960. do 1974. bio je šef Katedre za elektroniku.
U periodu od 1960. do same smrti bio je angažovan na izvođenju nastave iz više predmeta na Elektronskom fakultetu u Nišu, a u isto vreme, kao prvi Šef Katedre za Elektroniku Elektronskog fakulteta u Nišu, bio je nosilac naučnog i istraživačkog rada u oblasti elektronike.
U jednom izbornom periodu bio je šef Odseka za elektroniku, a na položaju dekana Elektrotehničkog fakulteta u Beogradu bio je u periodu od 1964. do 1967. Kao spoljni saradnik radio je u Institutu „Jaroslav Černi“ 1952. i 1953. a zatim u periodu od 1956. do 1960. u fabrici „Pupin“ i fabrici „Belind“ u Beogradu, prvo kao direktor Razvojne laboratorije, a kasnije kao tehnički savetnik.
Od 1964. do 1966. bio je savetnik u Laboratoriji za telekomunikacije Instituta „Mihajlo Pupin“, dok je sledeće dve godine radio na razvoju telekomunikacionih uređaja kao spoljni saradnik u fabrici VF Elektronske industrije.

## Knjige
Profesor Raković je pisac univerzitetskih udžbenika: 
- „Osnovi telekomunikacione tehnike“, Naučna knjiga 1956 (str. 315).,
- „Elektronika I“, Naučna knjiga 1958 (str. 419)
- „Elektronika I“ (prošireno izdanje), Naučna knjiga (str. 530) i
- „Elektronika II“, Naučna knjiga (str. 316), koji su imali nekoliko izdanja u periodu 1960. do 1970.

On je koautor privremenog udžbenika: 
- „Vežbe u laboratoriji za visoke učestanosti“, Naučna knjiga 1951,

a objavio je i skripta 
- „Tranzistori“ Naučna knjiga 1957. (str. 145)
- „Logička kola“ 1971.

Njegova poslednja knjiga bila je „Linearna elektronska kola“, Naučna Knjiga, 1978. god.
Bibliografija autorskih i koautorskih naučnih radova sadrži oko sto publikovanih radovi iz oblasti linearne, impulsne elektronike kao i iz sinteze pasivnih i aktivnih filtara. U naučnim časopisima u inostranstvu objavio je 8 radova dok je ostale radove objavio u domaćim naučnim publikacijama, pretežnim delom u publikacijama Elektrotehničkog fakulteta.

## Patenti
Pored toga on ima i tri patentne prijave iz generatora impulsa.

## Društveni rad
Pored rada na Fakultetu, profesor Raković je obavljao i više društvenih funkcija u oblasti organizacije naučnih istraživanja. Od 1958. do 1965. bio je sekretar Odbora za tehničke nauke i naučni savetnik u Saveznom savetu za naučni rad, bio je zatim član Upravnog odbora Republičkog fonda za visoko školstvo, predsednik Komisije za tehničke nauke i član Saveta Republičke zajednice za naučni rad, član Saveta za naučni rad u JNA, član Saveta Instituta „Boris Kidrič“ u Vinči i Instituta „Nikola Tesla“. Bio je član Izvršnog odbora Republičke zajednice nauke Srbije i član Univerzitetskog Saveta u Nišu.

## Priznanja
Za rezultate postignute nauci i organizacije naučnog rada odlikovan je: 
- Ordenom rada sa crvenom zastavom,
- nosilac je Sedmojulske nagrade za nauku 1968. i
- dve godišnje nagrade ETAN-a za radove prikazane na Konferencijama za ETAN 1968. i 1972.
- Univerzitet u Nišu dodelio je prof. Rakoviću 1975. Veliku plaketu Univerziteta za rezultate koje je postigao u razvoju naučnog rada na Univerzitetu u Nišu.
- Izabran je za dopisnog člana Srpske akademije nauka i umetnosti 1974, a za redovnog 1983 god.

Umro je 1984 pre nego što je izgovorio pristupnu besedu redovnog člana SANU.

## Nagrada „Branko Raković“
Elektrotehnički fakultet u Beogradu, imajući u vidu ogroman uticaj koji je Prof. Raković ostvario na razvoj elektronike ali i elektrotehničke struke u celini, osnovao je instituciju „Nagrada Branko Raković“.
Među dobitnicima nagrade „Branko Raković“ koju dodeljuje ETF Beograd, su: 
- Prof. Branko Kovačević,
- Prof. Dušan Drajić,
- Prof. Branka Vučetić,
- Prof. Dragoljub Rabrenović,
- Prof. Miroslav Lutovac,
- Prof. Ljubiša Stanković,
- Prof. Slobodan Vukosavić,
- Prof. Branko Dokić i Prof. Sanja Vraneš.

Elektronski fakultet u Nišu je takođe osnovao instituciju „Nagrada Branko Raković“ koja se dodeljuje diplomiranim studentima za najbolji diplomski rad iz oblasti elektronike.
Nagrade ETRANa iz komisije za Elektroniku, posle smrti prof. Rakovića, dobile su naziv „Nagrada Branko Raković“.

## Spoljašnje veze
- Biografija na sajtu SANU